# 安博伊 (伊利諾伊州)
安博伊（英語：Amboy）是一個位於美國伊利諾伊州李縣的城市。

## 地理
安博伊的座標為41°42′52″N 89°19′58″W / 41.71444°N 89.33278°W，而該地的平均海拔高度為227米（即745英尺）。

## 人口
根據2010年美國人口普查的數據，安博伊的面積為16.30平方千米，均為陸地。當地共有人口2561人，而人口密度為每平方千米157.12人。